# Сейтхалілієв Ділявер
Сейтхалілієв Ділявер (невідомо — 16 січня 2025) — український військовик, учасник російсько-української війни. Герой України (посмертно).

## Життєпис
Із березня 2024 року солдат виконував бойові завдання у складі штурмового підрозділу в Харківській та Донецькій областях. Брав участь у знищенні російських окупантів на околицях Торецька. У січні 2025 року, його група потрапила під масований обстріл поблизу Покровська. Ділявер Сейтхалілієв урятував чотирьох побратимів, але сам загинув від несумісних із життям поранень.

## Нагороди
- Звання Герой України з удостоєнням ордена «Золота Зірка» (2025, посмертно)[1]